# 13.
◄ | 1. stoljeće pr. Kr. | 1. stoljeće | 2. stoljeće | ►
◄ | 10-ih pr. Kr. | 0-ih pr. Kr. | 0-ih | 10-ih | 20-ih | 30-ih | 40-ih | ►
◄◄ | ◄ | 10. | 11. | 12. | 13. | 14. | 15. | 16. | ► | ►►
Astronomija • Književnost • Kršćanstvo

## Događaji
- Germanicus naredbom cara Augustusa, preuzima komandu legija koje su stacionirane u Germaniji
- Rimska zlatna kovanica „Aureus” postaje prvo međunarodno priznato platno sredstvo

## Vanjske poveznice
|  | Zajednički poslužitelj ima još gradiva o temi 13. |